# صحيفة عكاظ
صحيفة عكاظ، هي صحيفة يومية عربية سعودية مقرها في جدة. صدرت لأول مرة عام 1960. تطبع الصحيفة في نفس الوقت في الرياض وجدة ولها مكاتب في جميع أنحاء المملكة العربية السعودية، إلا أن الصحيفة تخدم بشكل رئيسي محافظات الحجاز وعسير. يشغل عبد الله صالح كامل اعتبارًا من عام 2012 منصب رئيس مجلس إدارة مؤسسة عكاظ للصحافة والنشر. يقول الكاتب لورنس رايت من صحيفة نيويوركر أن عكاظ "مثل النسخة العربية" من نيويورك بوست.

## سبب اختيار الاسم
حملت الصحيفة هذا الاسم نسبةً إلى أكبر أسواق العرب منذ الجاهلية والمسمى سوق عكاظ الذي يعتبر من أشهر الأسواق التاريخية الأدبية.، وتحدثت جريدة البلاد عن ذلك بقولها:«إن العطار سبق أن تقدم بطلب الترخيص باسم»الطائف «وأن الموافقة قد صدرت له بهذا الاسم، وعندما علم علي حسن فدعق بذلك اقترح عليه بالفكرة، وغير الاسم إلى»عكاظ «، وقد استعد العطار عند تفكيره بإصدار الجريدة، ودعا عدداً من الكتاب العرب والمفكرين المسلمين للمشاركة فيها قائلاً: إنها ستكون منبراً للدين الصحيح والأدب الرفيع».، وقد صدرت الجريدة بمدينة جدة عن مطابع مؤسسة الطباعة والصحافة والنشر، والاشتراك فيها داخل المملكة 15 ريالاً، وفي الخارج تُضاف أجرة البريد، وثمن العدد ربع ريال.

## بدايات الصحيفة

شعار الصحيفة السابق.

تلقى أحمد عبد الغفور عطار خطاباً من المدير العام للإذاعة والصحافة والنشر يحمل رقم 924 /5 /2 /م13 رجب 1379هـ يفيده بإصدار مجلة عكاظ من مدينة الطائف، وبالفعل صدر العدد الأول من الصحيفة في 3 ذي الحجة 1379هـ والموافق 28 مايو 1960م، وكانت قيمة النسخة ربع ريال متخذاً شكل الصحيفة وليس المجلة مما أعجب ذلك المدير العام للإذاعة والصحافة الذي أرسل برقية إلى أحمد عطار يُفيده بالموافقة على استمرار إصدارها كصحيفة يومية تصدر من الطائف، وصدر العدد الثاني يوم السبت 17 /12 /1379هـ وبدأت صفحتها بكلمة الملك فيصل بن عبد العزيز آل سعود قائلاً: «لنكن حزب الله» مما أُعجب بها القراء.

## تأسيس مؤسسة عكاظ
حين صدر المرسوم الملكي رقم62 بتاريخ 24 شعبان 1383هـ الموافق 5 يناير 1964م والذي أقر تنفيذ نظام المؤسسات الأهلية حيث ينهي نظام الملكات الفردية للصحف والمجلات ويستبدلها بمؤسسات أهلية صحفية، وبالفعل صدر قرار تأسيس صحيفة عكاظ من 29 عضواً برأس مال 280000 قيمة السهم الواحد 1000 ولكل عضو 10 أسهم، وقد صدر العدد الأول من صحيفة عكاظ بعد تحويلها لمؤسسة أهلية في 11 جمادي الثانية 1384هـ الموافق 17 أكتوبر 1964م.

## مطبوعات مؤسسة عكاظ
- صحيفة عكاظ اليومية
- صحيفة سعودي جازيت اليومية والتي تصدر باللغة الإنجليزية
- مجلة النادي والتي تعني بالرياضة والشباب
- مجلة حسن للأطفال

## مركز عكاظ للتدريب
أصدر مجلس إدارة المؤسسة في عام 1417هـ/1997م قراراً بإنشاء مركز عكاظ للتدريب ومن أهدافه ما يلي:
- إقامة الدورات المتتابعة في الحاسب الآلي لتأهيل الصحافيين في المؤسسة
- تعريف العاملين في المؤسسة بأسس الميكنة الكاملة عبر البرامج التدريبية في مجالات التسويق والإعلان والتوزيع والإدارة والمحاسبة والحاسب الآلي
- بعد أن أصبح التدريب التعاوني مادة إجبارية في معاهد ومراكز التدريب الفني والمهني شارك مركز عكاظ للتدريب في إقامة برامج تدريبية لخريجي المعاهد والمراكز من خلال تشجيع الطلاب على الانخراط بالدورات الصيفية مقابل مبلغ مادي تشجيعاً لهم.[9]

## رؤساء صحيفة عكاظ
- أحمد عبد الغفور عطار
- عزيز ضياء
- محمود عارف
- عبدالله عمر خياط
- عبد الله الداري
- رضا محمد لاري
- د.هاشم عبده هاشم.
- جميل الذيابي[10]

## كُتَّاب الصحيفة
نشر في الصحيفة كُتَّابٌ كثر ومنهم محمود نديم نحاس الذي نشر قرابة 52 مقالة فيها.

## وصلات خارجية
- نشأة «عكاظ».. من الفكرة إلى المؤسسة.
- مقالات صحيفة عكاظ.